# 셰일

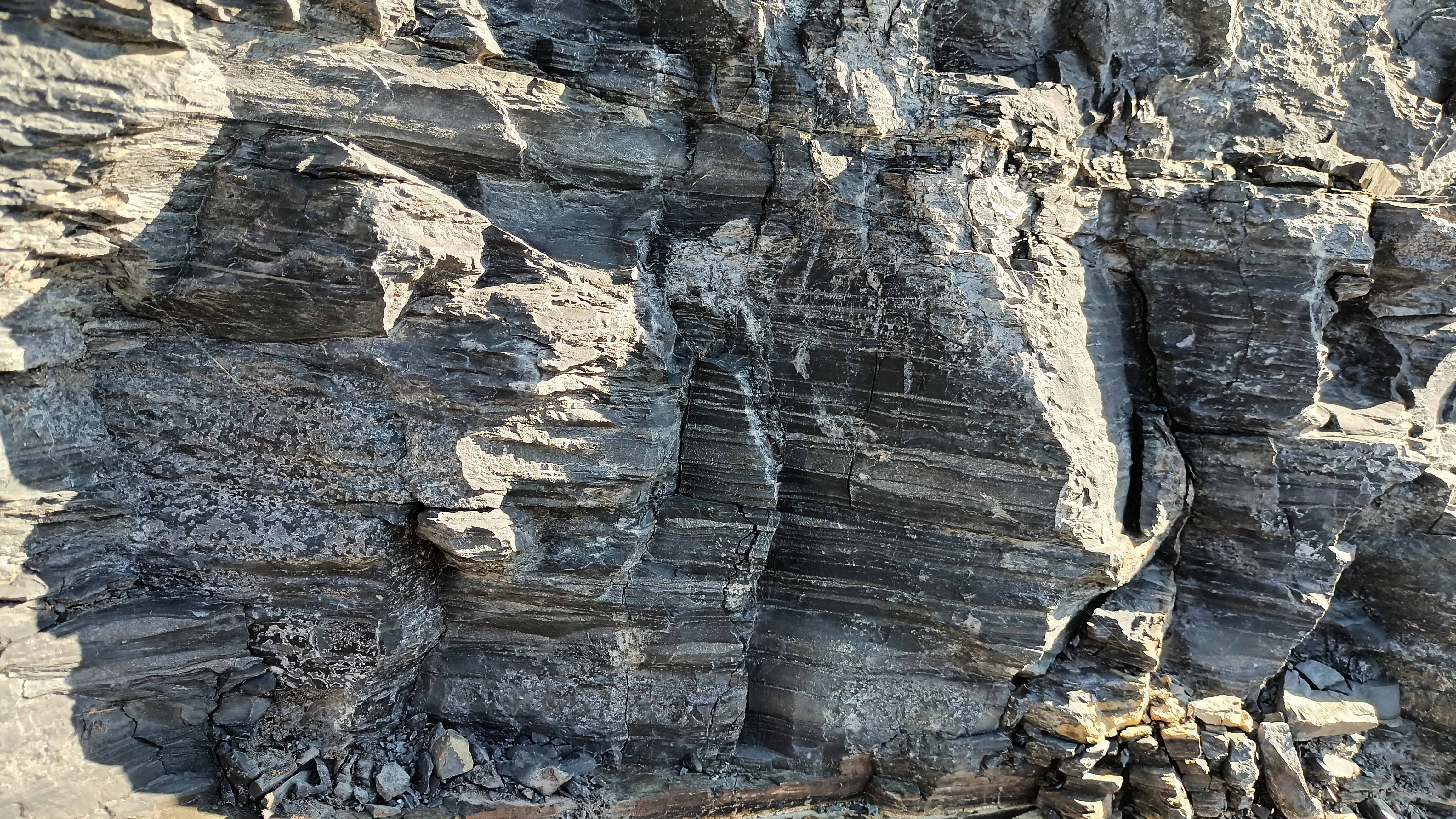
대한민국 경상북도 경산시 경상 누층군 자인층의 흑색 셰일 노두

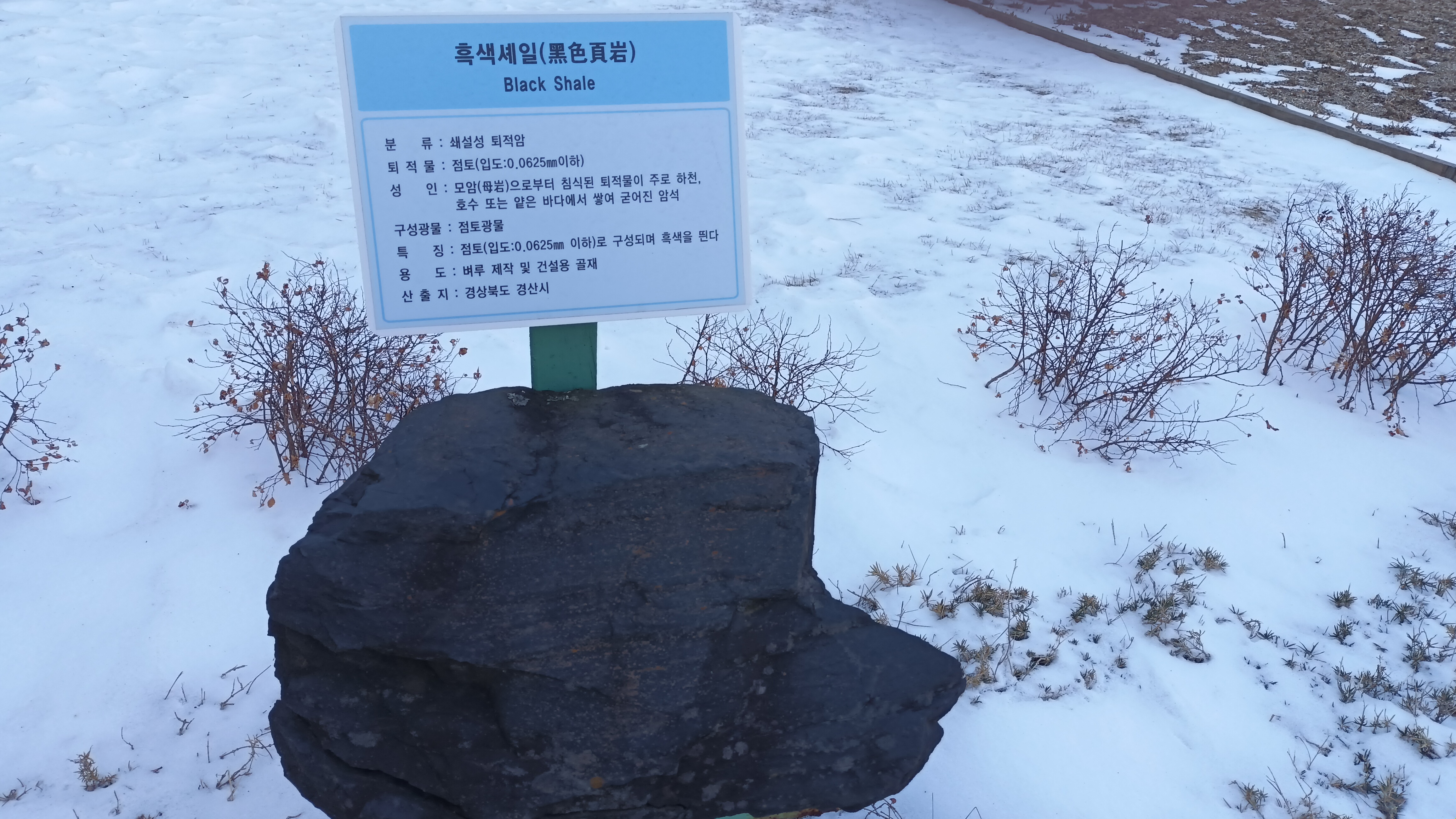
태백석탄박물관에 전시된 셰일. 산출지는 경상북도 경산시로 경상 누층군 자인층의 셰일로 추정된다.

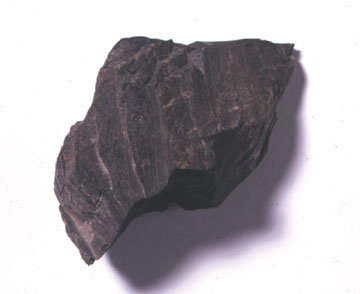
셰일

셰일(Shale) 또는 혈암(頁岩)은 주로 입자의 크기가 작은 진흙이 퇴적되어 오랜 세월 동안 쌓이면서 단단하게 굳어져 형성된 퇴적암의 일종이다. 층리가 발달했으며, 가루로 만들어 벽돌과 시멘트를 만드는 데 쓴다. 미세한 입자들이 층층이 쌓여 굳어진 암석이기 때문에 가벼운 충격에도 얇은 가루로 부스러지는 특징이 있다.

## 분류
쇄설성 퇴적암 중에서 입자가 1/16 mm보다 작은 세립질의 실트와 점토로 구성된 것을 머드암(Mudstone)이라 하며 보통 머드암 중에서 엽리(lamination)나 쪼개짐(Fissility)이 발달한 암석을 셰일로 간주한다.
| 암석 | 미국표준체 mesh | mm                              | 분류                          |
| ---- | --------------- | ------------------------------- | ----------------------------- |
| 역암 | -               | 4096 1024 256                   | 거력 (巨礫, Boulder)          |
| 역암 | -               | 64                              | 왕자갈 (Cobble)               |
| 역암 | 5               | 16 4                            | 자갈 (Pebble)                 |
| 역암 | 6 7 8 10        | 3.36 2.83 2.38 2.00             | 알갱이 (Granule)              |
| 사암 | 12 14 16 18     | 1.68 1.41 1.19 1.00             | 극조립사암 (Very Coarse Sand) |
| 사암 | 20 25 30 35     | 0.84 0.71 0.59 0.50 (1/2)       | 조립사암 (Very)               |
| 사암 | 40 45 50 60     | 0.42 0.35 0.30 0.25 (1/4)       | 중립사암 (Medium)             |
| 사암 | 70 80 100 120   | 0.210 0.177 0.149 0.125 (1/8)   | 세립사암 (Fine Sand)          |
| 사암 | 140 170 200 230 | 0.105 0.088 0.074 0.0625 (1/16) | 극세립사암 (Very Fine Sand)   |
| 머드 | 270 325         | 0.053 0.044 0.037 0.031 (1/32)  | 조립실트 (Coarse Silt)        |
| 머드 | -               | 0.0156 (1/64)                   | 중립실트 (Medium Silt)        |
| 머드 | -               | 0.0078 (1/128)                  | 세립실트 (Fine Silt)          |
| 머드 | -               | 0.0039 (1/256)                  | 극세립실트 (Very Fine Silt)   |
| 머드 | -               | 0.0020 이하                     | 점토 (Clay)                   |

## 한국의 셰일 지층

### 조선 누층군
고생대 캄브리아기-오르도비스기 조선 누층군 묘봉층, 화절층, 두무동층과 직운산층은 조선 누층군의 대표적인 셰일 지층이다. 특히 직운산층의 경우 셰일 내에서 다수의 화석이 산출된다.

### 평안 누층군
고생대 평안 누층군 만항층, 요봉층, 금천층, 장성층, 함백산층, 도사곡층, 고한층, 동고층 등 대부분의 지층에는 셰일과 무연탄이 약간 함유된 탄질셰일이 포함되어 있다.

### 경상 누층군
중생대 백악기 경상 누층군 신동층군과 하양층군의 낙동층, 하산동층, 진주층, 함안층, 반야월층, 진동층, 대구층, 자인층, 건천리층 등 대부분의 지층에는 셰일이 포함되어 있다. 특히, 경상남도 합천군의 합천배티세일동굴은 진주층의 세일 내에 발달한 동굴이다. 

## 같이 보기
- 역 (암석)
- 셰일 오일
- 오일 셰일
- 퇴적암
  - 역암
  - 사암
  - 이암 (암석)
- 합천배티세일동굴

## 참고 문헌
- 이 문서에는 다음커뮤니케이션(현 카카오)에서 GFDL 또는 CC-SA 라이선스로 배포한 글로벌 세계대백과사전의 내용을 기초로 작성된 글이 포함되어 있습니다.

1. ↑  유강민; 우경식 (2007년 5월). 《퇴적암의 이해 - 퇴적암을 통해서 지구의 역사를 이해해 보자》. 한국학술정보. ISBN 978-89-534-2306-0.